# 中国地方のローカルヒーロー一覧
中国地方のローカルヒーロー一覧（ちゅうごくちほうのローカルヒーローいちらん）では、中国地方を拠点とするローカルヒーローの一覧記事。

## 一覧

### 中国地方全体
- 中国支部支援戦士サポートレンジャー - 中小企業基盤整備機構中国支部によるローカル戦隊。モミジレンジャー（広島・赤）、フグレンジャー（山口・青）、ナシレンジャー（鳥取・黄）、マガタマレンジャー（島根・緑）、モモレンジャー（岡山・桃）の5人からなる、中国五県の特産品をモチーフにしたヒーロー。

### 鳥取県
- 白兎跳神イナバスター - 鳥取県のローカルヒーロー。
- カレーンジャー - 鳥取カレー倶楽部が運営する鳥取県東部のローカル戦隊。鳥取カレーのPRが目的。
- 三地直装イワシマン - 自主制作映画発。境港市のヒーロー。境港の漁師、湊 拓海が変身すると言う噂がある。YouTube動画配信有り。
- 獣王武人ガイナマン - 自主制作映画発。米子市のヒーロー。
- スーパーやくも子 - 米子市の米子れいるろおど館のイメージキャラクターであるヒロイン。
- ネギマン -　米子市出身のアニメ作家・赤井孝美が米子市で製作した連作短編特撮映画に登場する巨大ヒーロー。米子特産のネギがモチーフで、グッズも展開している。
- 紅い疾風　ベニンジャー - 境港市のローカルヒーロー。境港産の紅ズワイガニをモチーフにしている。

### 島根県
- 地上波戦隊TSK - 山陰中央テレビの旧マスコットキャラクター。
- がんばれゴズラマン - 松江市の松江青年会議所によるローカルヒーロー。
- よいとこ戦隊ダイトレンジャー - 雲南市大東町商工会青年部が企画。雲南市大東町の活性化が目的。
- グリーンマン - 松江市宍道町ふるさと森林公園のヒーロー。
- 愛ランド戦士オキシマン - 1990年代中期、隠岐島で活動していたヒーロー。
- 福祉戦隊テゴレンジャー 島根県の福祉系ヒーロー。
- つつじ戦隊ナオエンジャー - 出雲市斐川町のローカル戦隊[1]。
- 鋼戦隊ムラゲレンジャー　雲南市　吉田町のローカル戦隊。
- お仕事戦隊イソガシンジャー - 飯石郡飯南町のローカル戦隊。中山間に丁寧なお仕事を提供している。
- イソガシンジャー飯牙 - 飯石郡飯南町のローカルヒーロー。イソガシンジャーの主任シルバーと板金レッドの弟子。
- 雲州戦隊ペックマン　- 出雲市平田地区のローカル戦隊。少子高齢化と戦う戦隊。

### 岡山県
- 鬼神戦士ジャケンジャーX - 岡山県のローカルヒーロー[2]。
- 時空機動隊 風牙（じくうきどうたい フウガ） - 時空機動隊[3]に所属。岡山県で地球温暖化防止活動の普及啓発と実践の促進に努めている。
- モテナスンジャー - 2005年に岡山県で開催された晴れの国おかやま国体に合わせ、他県から来た選手たちをもてなすために結成されたローカルヒーロー。リーダー兼指令は岡山県知事である。
- ドラッグストア戦隊ザグレンジャー - 岡山県を中心に展開している薬局・ZAGZAGのキャラクター。
- ライトアップ戦隊LEDマン - 岡山県警察の夜間のライト点灯を呼びかけるキャラクター。
- 東児ライダー8 - 岡山市岡山南商工会東児支所の青年部によるローカルヒーロー。
- ハミガキ戦士たんじマン - 岡山市の歯科医・丹治さんが変身し、巨大歯ブラシを手に虫歯と戦う覆面ヒーロー。子供達に歯磨きの大切さを伝えるべく、県内外のイベントで活躍。主題歌も自主製作している。
- らくがき戦隊ケセルンジャー - 岡山市における落書き(スプレーアート)をはじめとする環境問題と戦う3人組の中高生ボランティア・ヒーロー。スプレーアートを地球壊滅を呼ぶ邪印「パンドラ・マーク」と呼び、その撲滅に務める。
- 黒本戦隊クロレンジャー - 赤磐市黒本保育園PTA発
- 品質戦隊ミツビシレンジャー - 倉敷市の三菱自動車工業水島製作所が企画したローカル戦隊。
- ビッチュマン - 高梁市青年経済協議会が企画したヒーロー。
- シンケンダー - 新見市発の環境を守るヒーロー[4]。
- 花びら戦隊コスモスレンジャー - 北房町のローカル戦隊。
- 森の番人マモルンジャー - おかやま森づくり県民税のTVCMに登場するローカル戦隊。
- 桃太郎戦隊 - 童話『桃太郎』をベースにしたご当地戦隊ストラップ。
- モモナンジャー - テレビせとうちの深夜番組『もっと桃っ娘』発。
- 天神獅子イバラスター - 井原市のローカルヒーロー。平櫛田中の鏡獅子をモチーフにしたヒーローである。
- 超兵士応神 - 笠岡市のローカルヒーロー。
- 龍神マビれんじゃー - 倉敷市を拠点とする個人のローカルヒーロー。保護犬猫活動支援などをしている。
- 地域貢剣ミマダイン - 美作大学から誕生したローカルヒーロー。オープンキャンパスを盛り上げたりしている。
- MOMO☆KID(モモキッド) - 岡山駅前商店街青年部公認ご当地ヒーロー。10000人お姫様抱っこチャレンジ中。

#### 活動終了
- JC戦士コジマキッド - 倉敷市児島青年会議所によるローカルヒーロー。2017年12月31日活動終了。
- JC戦士タマシマン - 倉敷市玉島青年会議所によるローカルヒーロー。2010年に活動終了。

### 広島県
- テレビ新ヒーロー ティ・エス・エス - TSSテレビ新広島。2000年から2014年にかけて、「テレビの未来を守る為」に未来からやってきたTSS社員3人からなるチーム。必殺技は『地上波ビーム』。
- ヒロシマン - 広島県観光キャンペーン実行委員会が2000年頃企画したローカルヒーロー。
- 平和戦隊ヒロシマン - 広島県の特産品をモチーフにしたローカル戦隊。ストラップとキャラメルなどのグッズで展開。モミジマンジュウレッド、オコノミイエロー 、ミカンオレンジ、LOVE＆PEACEホワイトに、謎の怪獣カキラの組み合わせ。カキラはヒロシマンの敵役だが、兵器だけを破壊して去っていくという設定がある。
- ほおずきマン - 広島市東区牛田。
- 白壁戦隊ジョウゲマン - 上下町商工会青年部が運営するローカル戦隊。
- ふみ切戦士シャダーン - 1980年代前半に国鉄広島鉄道管理局(JR広島支社)が企画したロボットタイプのローカルヒーローで、『機動戦士ガンダム』のパロディ。踏切事故防止啓発ポスターのイラストに描かれていた。
- ゴミへらし隊エコレンジャー - 三原市のローカル戦隊。三原高校の生徒で結成されており、8月のやっさ祭の時に出現する。
- 開運レンジャー ミヤジマン - 廿日市市・厳島(通称:宮島)のローカル戦隊。ストラップで展開。
- ジャンケンジャー - 福山市のローカル戦隊。
- ライダーヒロシマ - 同名タイトルの自主制作映画「ライダーヒロシマ」シリーズに登場。正義と平和の思想改造人間・ライダーヒロシマこと広島ヒロシ。
- 安芸戦士メープルカイザー - 広島の密林から誕生した、紅葉の化身。『子ども虐待防止運動』『子育て応援運動』のPR活動を目的とし、2011年1月には広島県のオレンジリボン運動公式ナビゲーターに任命され、同年12月よりNPO法人児童虐待防止全国ネットワークの支援団体として登録されている[5]。
- ヒロシマックス[6] - 「みかんの国」から来た小柄で広島弁を喋る410歳のおじさんヒーロー。広島の名産をこよなく愛す。地域イベントや幼稚園・保育園などで活躍。
- 鳥神ミヤジマックス[7]ｰ　広島県の世界遺産「宮島」を中心に活動しているヒーロー。2013年5月に誕生し、広島県内及び県外でのイベントや、児童福祉施設への訪問・警察署と合同による交通安全教室などを中心に活動している。

### 山口県
- フラワー戦士ハナセイバー - 下関市の下関花卉農協青年部が制作した自主制作映画から誕生したローカル戦隊。
- CP戦士ぷちエージャー - 山口市のヒーロー。2007年2月から地元CATVでドラマが放映。
- 花粉対策戦隊5ルンジャー - 山口市のローカル戦隊。イラストのみ。
- 音楽戦隊ウルセンジャー - 防府市のローカル戦隊で、音楽活動をしている。
- 清流光神ハクジャオー - 岩国市のヒーロー。モチーフは岩国のシロヘビ。
- フグマン - 下関市のヒーロー。名前のとおりふぐがモチーフだがふぐには見えない。
- 海峡戦士タイガーフーク - 下関市のヒーロー。トラフグと関門海峡の鮮やかな青色がモチーフ[8]。
- 百討官パトル - 山口県警音楽隊：ミュージックパトローラーとして、さまざまな事件・事故から山口県民を守る広報ヒーロー。
- 白狐刑事ジコンナ - 山口市のヒーロー。白狐伝説の白狐に取り憑かれた刑事が、賑わいと安全を両立させるため戦う。口癖は「コンコン」「湧く湧く」。

#### 活動終了
- 県知事選隊 行くんジャー - 2004年8月の県知事選挙の投票率増加を目的として企画された。CMも作製された。